# Elecciones federales de Canadá de 2011
Las elecciones federales de Canadá de 2011 ocurrieron el 2 de mayo, para elegir miembros de la 41.ª legislatura del Parlamento de Canadá. La elección resultó en un realineamiento importante para la política canadiense. Por primera vez desde su creación, y la primera vez para un partido de derecha desde 1988, el Partido Conservador, liderado por el primer ministro Stephen Harper, ganó un gobierno mayoritario, poniendo fin a casi 7 años de gobiernos minoritarios. 
El Nuevo Partido Democrático, en lo que se denominó una ola naranja, logró por primera vez formar la oposición oficial, gracias a su habilidad de obtener 59 de las 75 bancas en la provincia de Quebec. Jack Layton, líder neodemócrata, se convirtió entonces en el primer líder de la oposición del partido en la historia canadiense. El Partido Liberal de Canadá, liderado por Michael Ignatieff sufrió una fuerte derrota, cayendo al tercer lugar, obteniendo sólo 34 escaños y menos del 20% de los votos. El Bloc québécois fue casi que eliminado por completo, perdiendo casi toda su representación parlamentaria, mientras que el Partido Verde obtuvo por primera vez una banca en el parlamento, aquel de su líder, Elizabeth May. Tanto Ignatieff como Gilles Duceppe no lograron ser reelectos en sus distritos, siendo la primera vez que un líder de la oposición pierde su banca desde 1940.

## Contexto
La última elección había resultado en un segundo mandato para el Partido Conservador, una vez más como gobierno en minoría. Después de un intento fallido de formar una coalición entre los liberales y el NDP, apoyado por el BQ, el Partido Liberal cambió de timonel, saliendo Stéphane Dion y entrando Michael Ignatieff. La elección de Ignatieff fue significativa, ya que fue unánime y fue la primera vez desde 1919 que se elegía a un líder liberal que no había sido ministro en un gobierno liberal pasado. 
Después, el 9 de marzo de 2011, el presidente de la Cámara de los Comunes, Peter Milliken, sugirió que tanto Bev Oda, entonces Ministra de Desarrollo Internacional, como el gabinete entero podrían haber desinformado al parlamento. Finalmente, una comisión parlamentaria, en un voto marcado por posturas partidarias, decidió encontrar al gobierno en contempt of parliament, es decir, de haber engañado al parlamento, lo cual llevó a que Ignatieff pasara una moción de no confianza, la cual fue aprobada (156 a 145). Fue la primera vez que algo de esta magnitud ocurría en un país de la Mancomunidad de Naciones, y su aprobación llevó al llamado temprano de elecciones.

## Resultados
|  | 39.63 % |

|  | 30.65 % |

|  | 18.90 % |

|  | 6.05 % |

|  | 3.89 % |

|  | 0.49 % |

|  | 0.39 % |

|  | 99.33 % |

|  | 0.67 % |

|  | 100.00 % |

|  | 61.11 % |

##### Resultados por provincias
|                                    |                               |           |       |        |             |
| Columbia Británica 36 bancas       |                               |           |       |        |             |
| Partido                            | Partido                       | Votos     | %     | Bancas | +/–         |
|                                    | Partido Conservador de Canadá | 853.272   | 45.57 | 21/36  | 1           |
|                                    | Nuevo Partido Democrático     | 609.102   | 32.53 | 12/36  | 3           |
|                                    | Partido Liberal de Canadá     | 251.263   | 13.42 | 2/36   | 3           |
|                                    | Partido Verde de Canadá       | 143.769   | 7.68  | 1/36   | 1           |
|                                    | Otros                         | 15.230    | 0.81  | 0/36   | Sin cambios |
| Votos válidos                      | Votos válidos                 | 1.872.636 | 99.65 |        |             |
| Votos en blanco/anulados           | Votos en blanco/anulados      | 6.668     | 0.35  |        |             |
| Participación                      | Participación                 | 1.879.304 | 60.43 |        |             |
| Electores registrados              | Electores registrados         | 3.109.917 | 100   |        |             |
| Alberta 28 bancas                  |                               |           |       |        |             |
| Partido                            | Partido                       | Votos     | %     | Bancas | +/–         |
|                                    | Partido Conservador de Canadá | 932.765   | 66.82 | 27/28  | Sin cambios |
|                                    | Nuevo Partido Democrático     | 234.730   | 16.82 | 1/28   | Sin cambios |
|                                    | Partido Liberal de Canadá     | 129.310   | 9.26  | 0/28   | Sin cambios |
|                                    | Partido Verde de Canadá       | 73.058    | 5.23  | 0/28   | Sin cambios |
|                                    | Otros                         | 26.022    | 1.86  | 0/28   | Sin cambios |
| Votos válidos                      | Votos válidos                 | 1.395.885 | 99.66 |        |             |
| Votos en blanco/anulados           | Votos en blanco/anulados      | 4.789     | 0.34  |        |             |
| Participación                      | Participación                 | 1.400.674 | 55.82 |        |             |
| Electores registrados              | Electores registrados         | 2.509.390 | 100   |        |             |
| Saskatchewan 14 bancas             |                               |           |       |        |             |
| Partido                            | Partido                       | Votos     | %     | Bancas | +/–         |
|                                    | Partido Conservador de Canadá | 256.167   | 56.29 | 13/14  | Sin cambios |
|                                    | Partido Liberal de Canadá     | 38.743    | 8.51  | 1/14   | Sin cambios |
|                                    | Nuevo Partido Democrático     | 147.214   | 32.35 | 0/14   | Sin cambios |
|                                    | Partido Verde de Canadá       | 12.045    | 2.65  | 0/14   | Sin cambios |
|                                    | Otros                         | 925       | 0.39  | 0/14   | Sin cambios |
| Votos válidos                      | Votos válidos                 | 455.094   | 99.69 |        |             |
| Votos en blanco/anulados           | Votos en blanco/anulados      | 1.407     | 0.31  |        |             |
| Participación                      | Participación                 | 456.501   | 63.07 |        |             |
| Electores registrados              | Electores registrados         | 723.814   | 100   |        |             |
| Manitoba 14 bancas                 |                               |           |       |        |             |
| Partido                            | Partido                       | Votos     | %     | Bancas | +/–         |
|                                    | Partido Conservador de Canadá | 262.941   | 53.53 | 11/14  | 2           |
|                                    | Nuevo Partido Democrático     | 126.639   | 25.78 | 2/14   | 2           |
|                                    | Partido Liberal de Canadá     | 81.417    | 16.57 | 1/14   | Sin cambios |
|                                    | Partido Verde de Canadá       | 17.738    | 3.61  | 0/14   | Sin cambios |
|                                    | Otros                         | 2.484     | 0.51  | 0/14   | Sin cambios |
| Votos válidos                      | Votos válidos                 | 491.219   | 99.57 |        |             |
| Votos en blanco/anulados           | Votos en blanco/anulados      | 2.121     | 0.43  |        |             |
| Participación                      | Participación                 | 493.340   | 59.36 |        |             |
| Electores registrados              | Electores registrados         | 831.041   | 100   |        |             |
| Ontario 106 bancas                 |                               |           |       |        |             |
| Partido                            | Partido                       | Votos     | %     | Bancas | +/–         |
|                                    | Partido Conservador de Canadá | 2.457.463 | 44.43 | 73/106 | 22          |
|                                    | Nuevo Partido Democrático     | 1.417.435 | 25.62 | 22/106 | 5           |
|                                    | Partido Liberal de Canadá     | 1.400.302 | 25.32 | 11/106 | 27          |
|                                    | Partido Verde de Canadá       | 207.435   | 3.75  | 0/106  | Sin cambios |
|                                    | Otros                         | 48.843    | 0.88  | 0/106  | Sin cambios |
| Votos válidos                      | Votos válidos                 | 5.531.478 | 99.55 |        |             |
| Votos en blanco/anulados           | Votos en blanco/anulados      | 25.130    | 0.45  |        |             |
| Participación                      | Participación                 | 5.556.608 | 61.51 |        |             |
| Electores registrados              | Electores registrados         | 9.033.266 | 100   |        |             |
| Quebec 75 bancas                   |                               |           |       |        |             |
| Partido                            | Partido                       | Votos     | %     | Bancas | +/–         |
|                                    | Nuevo Partido Democrático     | 1.630.865 | 42.90 | 59/75  | 58          |
|                                    | Partido Liberal de Canadá     | 538.447   | 14.16 | 7/75   | 7           |
|                                    | Partido Conservador de Canadá | 627.961   | 16.52 | 5/75   | 5           |
|                                    | Bloc québécois                | 891.425   | 23.45 | 4/75   | 45          |
|                                    | Partido Verde de Canadá       | 80.402    | 2.11  | 0/75   | Sin cambios |
|                                    | Otros                         | 32.590    | 0.86  | 0/75   | 1           |
| Votos válidos                      | Votos válidos                 | 3.801.690 | 98.67 |        |             |
| Votos en blanco/anulados           | Votos en blanco/anulados      | 51.430    | 1.33  |        |             |
| Participación                      | Participación                 | 3.853.120 | 62.85 |        |             |
| Electores registrados              | Electores registrados         | 6.130.307 | 100   |        |             |
| Nueva Brunswick 10 bancas          |                               |           |       |        |             |
| Partido                            | Partido                       | Votos     | %     | Bancas | +/–         |
|                                    | Partido Conservador de Canadá | 170.420   | 43.84 | 8/10   | 2           |
|                                    | Nuevo Partido Democrático     | 115.830   | 29.80 | 1/10   | Sin cambios |
|                                    | Partido Liberal de Canadá     | 87.871    | 22.60 | 1/10   | 2           |
|                                    | Partido Verde de Canadá       | 12.317    | 3.17  | 0/10   | Sin cambios |
|                                    | Otros                         | 2.300     | 0.59  | 0/10   | Sin cambios |
| Votos válidos                      | Votos válidos                 | 388.738   | 99.12 |        |             |
| Votos en blanco/anulados           | Votos en blanco/anulados      | 3.470     | 0.88  |        |             |
| Participación                      | Participación                 | 392.208   | 66.16 |        |             |
| Electores registrados              | Electores registrados         | 592.818   | 100   |        |             |
| Nueva Escocia 11 bancas            |                               |           |       |        |             |
| Partido                            | Partido                       | Votos     | %     | Bancas | +/–         |
|                                    | Partido Conservador de Canadá | 165.818   | 36.74 | 4/11   | 1           |
|                                    | Partido Liberal de Canadá     | 130.577   | 28.93 | 4/11   | 1           |
|                                    | Nuevo Partido Democrático     | 136.620   | 30.27 | 3/11   | 1           |
|                                    | Partido Verde de Canadá       | 17.808    | 3.98  | 0/11   | Sin cambios |
|                                    | Otros                         | 527       | 0.12  | 0/11   | 1           |
| Votos válidos                      | Votos válidos                 | 451.350   | 99.36 |        |             |
| Votos en blanco/anulados           | Votos en blanco/anulados      | 2.916     | 0.64  |        |             |
| Participación                      | Participación                 | 454.266   | 61.97 |        |             |
| Electores registrados              | Electores registrados         | 733.094   | 100   |        |             |
| Isla del Príncipe Eduardo 4 bancas |                               |           |       |        |             |
| Partido                            | Partido                       | Votos     | %     | Bancas | +/–         |
|                                    | Partido Liberal de Canadá     | 32.380    | 40.96 | 3/4    | Sin cambios |
|                                    | Partido Conservador de Canadá | 32.548    | 41.18 | 1/4    | Sin cambios |
|                                    | Nuevo Partido Democrático     | 12.135    | 15.35 | 0/4    | Sin cambios |
|                                    | Partido Verde de Canadá       | 1.895     | 2.40  | 0/4    | Sin cambios |
|                                    | Otros                         | 87        | 0.11  | 0/4    | Sin cambios |
| Votos válidos                      | Votos válidos                 | 79.045    | 99.41 |        |             |
| Votos en blanco/anulados           | Votos en blanco/anulados      | 466       | 0.59  |        |             |
| Participación                      | Participación                 | 79.511    | 73.31 |        |             |
| Electores registrados              | Electores registrados         | 108.456   | 100   |        |             |
| Terranova y Labrador 7 bancas      |                               |           |       |        |             |
| Partido                            | Partido                       | Votos     | %     | Bancas | +/–         |
|                                    | Partido Liberal de Canadá     | 82.344    | 37.89 | 4/7    | 2           |
|                                    | Nuevo Partido Democrático     | 70.868    | 32.61 | 2/7    | 1           |
|                                    | Partido Conservador de Canadá | 61.562    | 28.33 | 1/7    | 1           |
|                                    | Partido Verde de Canadá       | 1.954     | 0.90  | 0/7    | Sin cambios |
|                                    | Otros                         | 608       | 0.28  | 0/7    | Sin cambios |
| Votos válidos                      | Votos válidos                 | 217.336   | 99.62 |        |             |
| Votos en blanco/anulados           | Votos en blanco/anulados      | 830       | 0.38  |        |             |
| Participación                      | Participación                 | 218.166   | 52.60 |        |             |
| Electores registrados              | Electores registrados         | 414.779   | 100   |        |             |
| Yukon 1 banca                      |                               |           |       |        |             |
| Partido                            | Partido                       | Votos     | %     | Bancas | +/–         |
|                                    | Partido Conservador de Canadá | 5.422     | 33.77 | 1/1    | 1           |
|                                    | Partido Liberal de Canadá     | 5.290     | 32.95 | 0/1    | 1           |
|                                    | Partido Verde de Canadá       | 3.037     | 18.91 | 0/1    | Sin cambios |
|                                    | Nuevo Partido Democrático     | 2.308     | 14.37 | 0/1    | Sin cambios |
| Votos válidos                      | Votos válidos                 | 16.057    | 99.58 |        |             |
| Votos en blanco/anulados           | Votos en blanco/anulados      | 67        | 0.42  |        |             |
| Participación                      | Participación                 | 16.124    | 66.24 |        |             |
| Electores registrados              | Electores registrados         | 24.341    | 100   |        |             |
| Territorios del Noroeste 1 banca   |                               |           |       |        |             |
| Partido                            | Partido                       | Votos     | %     | Bancas | +/–         |
|                                    | Nuevo Partido Democrático     | 7.140     | 45.84 | 1/1    | Sin cambios |
|                                    | Partido Conservador de Canadá | 5.001     | 32.11 | 0/1    | Sin cambios |
|                                    | Partido Liberal de Canadá     | 2.872     | 18.44 | 0/1    | Sin cambios |
|                                    | Partido Verde de Canadá       | 477       | 3.06  | 0/1    | Sin cambios |
|                                    | Otros                         | 87        | 0.56  | 0/1    | Sin cambios |
| Votos válidos                      | Votos válidos                 | 15.577    | 99.50 |        |             |
| Votos en blanco/anulados           | Votos en blanco/anulados      | 78        | 0.50  |        |             |
| Participación                      | Participación                 | 15.655    | 53.95 |        |             |
| Electores registrados              | Electores registrados         | 29.020    | 100   |        |             |
| Nunavut 1 banca                    |                               |           |       |        |             |
| Partido                            | Partido                       | Votos     | %     | Bancas | +/–         |
|                                    | Partido Conservador de Canadá | 3.930     | 49.90 | 1/1    | Sin cambios |
|                                    | Partido Liberal de Canadá     | 2.260     | 28.70 | 0/1    | Sin cambios |
|                                    | Nuevo Partido Democrático     | 1.525     | 19.37 | 0/1    | Sin cambios |
|                                    | Partido Verde de Canadá       | 160       | 2.03  | 0/1    | Sin cambios |
| Votos válidos                      | Votos válidos                 | 7.875     | 99.29 |        |             |
| Votos en blanco/anulados           | Votos en blanco/anulados      | 56        | 0.71  |        |             |
| Participación                      | Participación                 | 7.931     | 45.71 |        |             |
| Electores registrados              | Electores registrados         | 17.349    | 100   |        |             |